# Per-Anders Boquist
Per-Anders Ragnar Boquist, ursprungligen Boqvist, född 10 december 1931 i Oscars församling, Stockholm, död 14 april 2014 i Gryts församling, var en svensk producent, sångtextförfattare samt sångtextöversättare.

## Verksamhet
Per-Anders Boquists första arbete inom musikbranschen var på Simon Brehms skivbolag Karusell. Senare blev han chef för det nystartade skivbolaget Scan-Disc med artister som Gunnar Wiklund och Ulla Sallert. Han producerade då albumet Med Evert Taube på Gröna Lund.
1966 startade Per-Anders Boquist tillsammans med sin bror Jan Boquist det egna skivbolaget Amigo. Det blev ett musikbolag inom speciellt jazz, visor och folkmusik. Det gjorde att Amigo och Per-Anders belönades med IFPI Grammis hederspris år 1999.  År 2001 såldes Amigo till det av Bonnier nystartade Bonnier Amigo Music Group.  
Boquist upptäckte 1966 Pierre Isacsson i en talangtävling och medverkade till gruppen Country Fours framgångar, där han själv stod för 25 av texterna, från den första till den sista singeln mellan 1966 och 1969. Han skrev och översatte också många andra sångtexter, som  Vilken härlig dag (La felicidad) samt Natten har tusen ögon (Cuando Sali de Cuba).
Han blev också känd för sina översättningar av protestsånger som Sådan är kapitalismen samt albumet I Tom Lehrers vackra värld, insjunget av Lars Ekborg. Dessa översättningar skrev Boquist under pseudonymen "Patrik".